# Marrone segnino
Il marrone segnino è una varietà di marrone riconosciuta come uno dei prodotti agroalimentari tradizionali italiani del Lazio.

## Areale
Il marrone segnino è coltivato nei Monti Lepini nel territorio dei comuni di Segni, Carpineto Romano e Gorga.

## Descrizione
Il marrone segnino è caratterizzato da una forma ovoidale con una punta pronunciata e presenta una buccia lucida e di colore bruno-rossiccio, con striature di varie tonalità. La polpa di color crema, è croccante e compatta, ma una volta cotta diventa farinosa e pastosa. Il seme è settato dalla penetrazione del tegumento che può essere facilmente separato dal frutto. 
Il marrone segnino differisce dalle castagne per le maggiori dimensioni ed il gusto più accentuato e per il fatto che ogni riccio contiene un unico frutto. 
La maturazione del frutto avviene a partire dalla fine del mese di settembre.

## Storia
Gli statuti segnini risalenti al XII secolo già documentano la presenza di castagneti e le lavorazioni dei frutti. Si ritiene che l'introduzione dei marroni nei Monti Lepini sia avvenuta in occasione del matrimonio di Mario Sforza e Fulvia Conti, nella quale vennero impiantate a Segni piante di castagno provenienti da Santa Fiora, che si trova ai piedi del monte Amiata.

## Usi
Il marrone segnino può essere consumato fresco, secco, arrostito (caldarroste), lesso o candito. Con esso si possono preparare, dolci (marron glacé), e farine.